# 5691 Fredwatson
Az 5691 Fredwatson (ideiglenes jelöléssel 1992 FD) a Naprendszer kisbolygóövében található aszteroida. Robert H. McNaught fedezte fel 1992. március 26-án.